# Charles Stark Draper
Charles Stark Draper (Windsor, 2 ottobre 1901 – Cambridge, 25 luglio 1987) è stato un ingegnere aerospaziale statunitense, ricordato come il "padre dei sistemi di navigazione inerziali".
Fu il fondatore e il direttore dell'Instrumentation Laboratory del Massachusetts Institute of Technology (MIT), poi ridenominato Charles Stark Draper Laboratory, che sotto la sua direzione progettò e costruì l'Apollo Guidance Computer (AGC) per la NASA, sistema che permise all'Apollo di atterrare sulla Luna.

## Vita e lavoro
Frequentò l'Università del Missouri nel 1917, poi si trasferì alla Stanford University, in California nel 1919, dove conseguì un B.A in psicologia nel 1922. Entrò nel Massachusetts Institute of Technology (MIT) nel 1922, dove conseguì una laurea (Bachelor of Science) in ingegneria elettrochimica nel 1926, un master e un dottorato in scienze (1928) con laurea in fisica.
Draper iniziò la carriera di insegnante al MIT come assistente professore. Successivamente conseguì, nel 1939, la cattedra in ingegneria aerospaziale. In quegli anni fondò l'Instrumentation Laboratory, ridenominato poi, nel 1973, Charles Stark Draper Laboratory. Nel 1961 a Draper e al suo laboratorio fu assegnato il primo contratto per il programma Apollo con l'obiettivo di inviare uomini sulla Luna, annunciato dal presidente John F. Kennedy il 25 maggio di quell'anno. Ciò comportò la creazione dell'Apollo Guidance Computer, un computer del volume di 275 cm cubi, che controllava la navigazione e la guida del Modulo Lunare LEM per nove missioni, sei delle quali furono portate a termine con allunaggi.
L'interesse di Draper nella strumentazione di volo traeva origine anche dalla sua aspirazione di diventare pilota: non riuscì a divenire pilota militare, imparò a volare in un corso per piloti civili (brevetto che conseguì nel 1930).
Draper inventò e sviluppò la navigazione inerziale, una tecnologia utilizzata negli aeromobili, nei veicoli spaziali, e nei sottomarini che permette di navigare registrando i cambi di direzione, per mezzo di giroscopi, e di velocità, tramite accelerometri. Pioniere nell'ingegnerizzazione degli aeromobili, contribuì al programma spaziale Apollo con la sua conoscenza dei sistemi di guida.
Draper continuò a lavorare al MIT fino al gennaio del 1970, destinando gran parte delle sue energie al completamento del computer e del software del programma Apollo.
Morì a 85 anni nell'ospedale di Mount Auburn Hospital a Cambridge, nel Massachusetts. 
I parenti di Charles Stark Draper sono molto influenti nello stato del Missouri (suo cugino, Lloyd C. Stark]è un governatore dello stato).

## Onorificenze
Draper ricevette nel 1960 l'onorificenza della medaglia di Howard N. Potts. Nel 1964 fu insignito della National Medal of Science. Inoltre nel 1981 ricevette la Langley Gold Medal dalla Smithsonian Institution e, nello stesso anno, fu riconosciuto dalla National Inventors Hall of Fame.
Riconosciuto come "uno dei più importanti ingegneri del nostro tempo", in sua memoria fu istituito il Charles Stark Draper Prize, per i contributi nell'ingegneria. 